# Chevrolet Venture
Der Venture war ein Van, der von der General-Motors-Tochter Chevrolet von 1996 bis 2005 gefertigt wurde. Er ersetzte den Lumina APV. Identisch gestylte Vans wurden auch in Deutschland als Opel Sintra und in Großbritannien als entsprechendes Vauxhall-Modell verkauft.
Opel war auch an der Konstruktion des Vans beteiligt. Bis 2005 verkaufte auch Chevrolet Europa einige Modelle, meistens aus US-Produktion mit Anpassungen an die europäischen Fahrzeugnormen, so den Chevrolet Trans Sport – einen Chevrolet Venture mit der Frontpartie des Pontiac Trans Sport. Im Laufe des Jahres 2005 wurden der Venture und der Astro durch den Uplander ersetzt. Der Venture und die anderen Chevrolet-Vans wurden in Doraville im US-Bundesstaat Georgia hergestellt.

## Geschichte

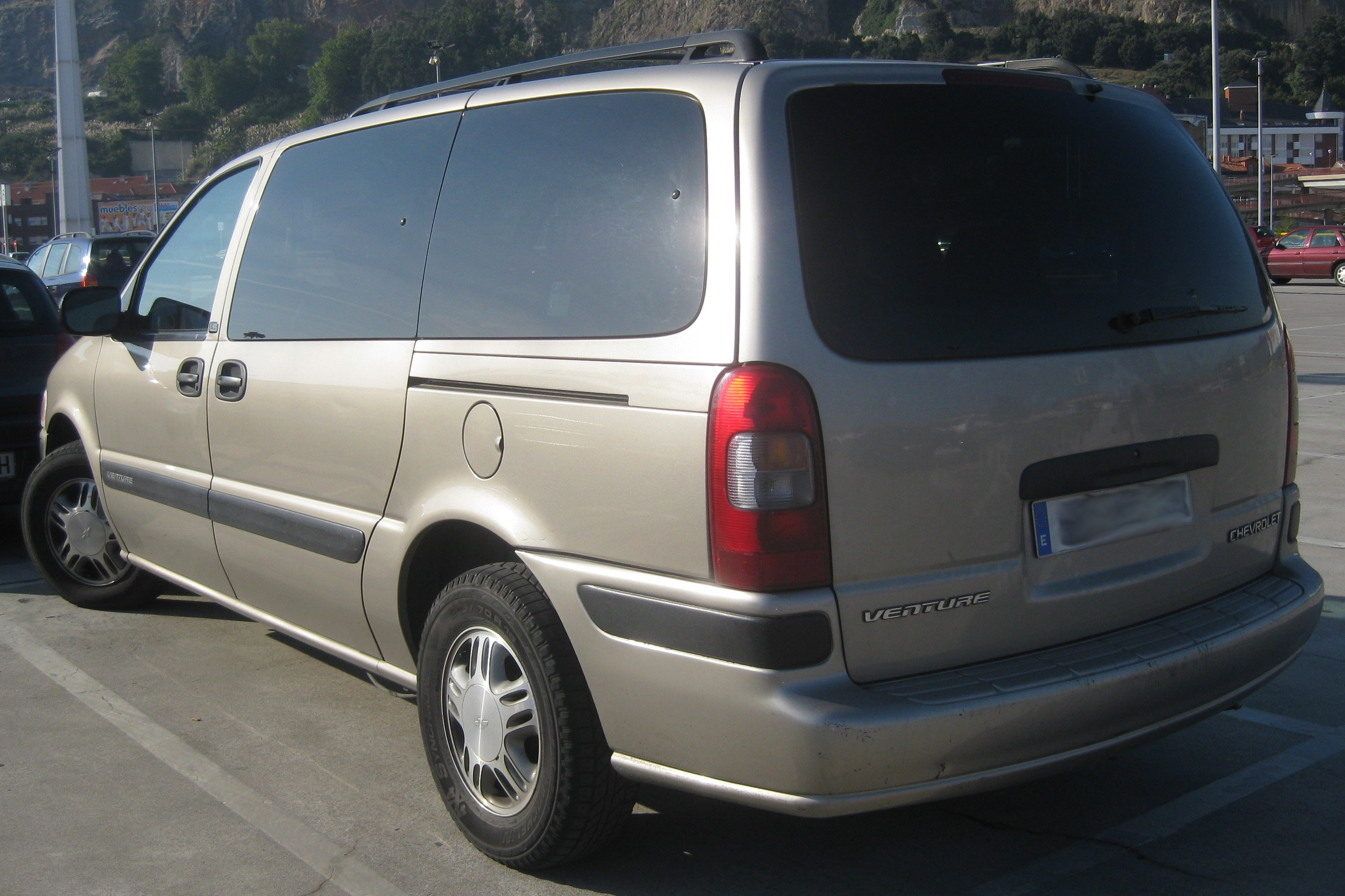
Heckansicht

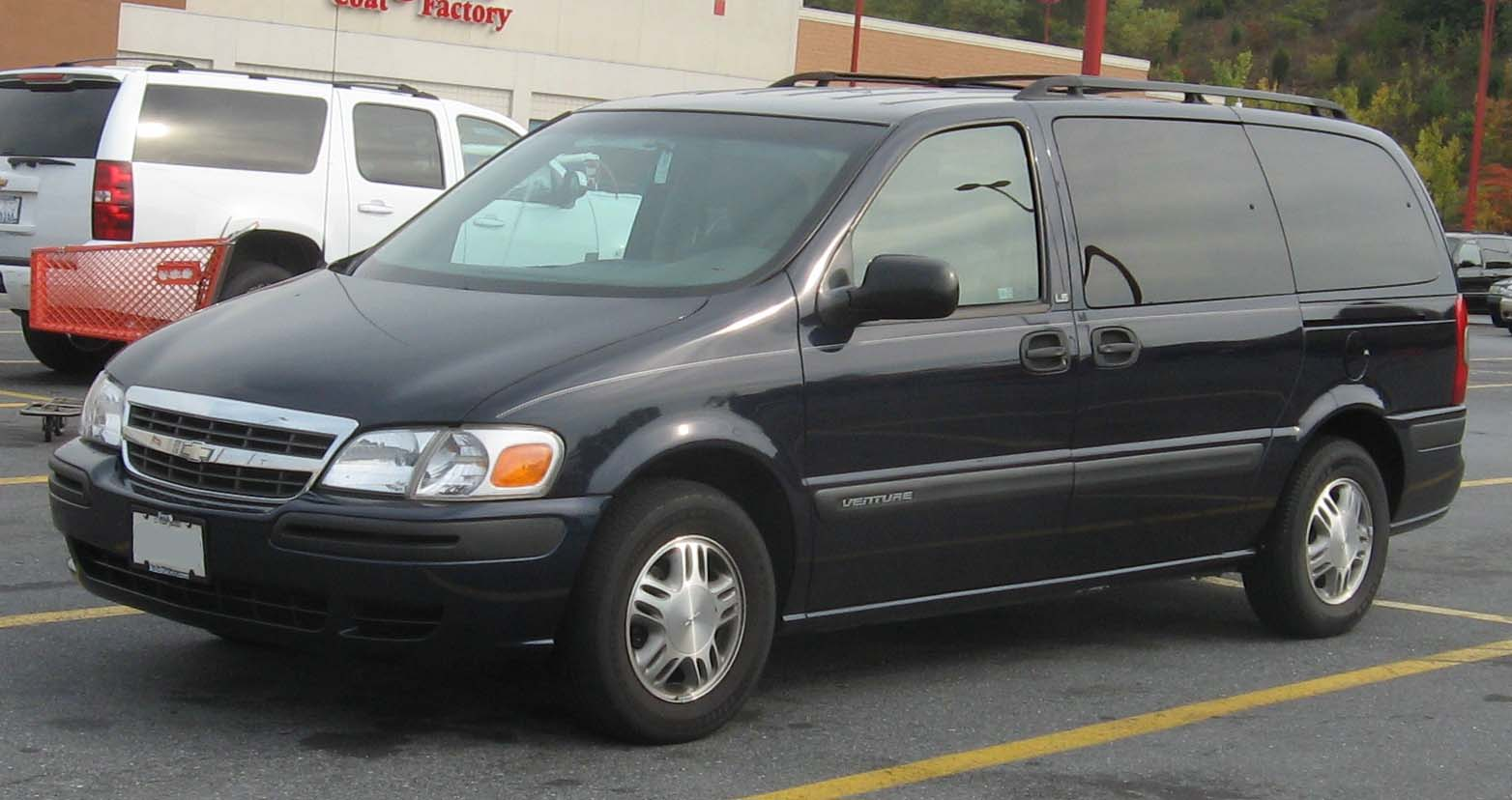
Chevrolet Venture LWB
(2001–2005)

Der Venture wurde Ende 1996 als 1997er-Modell als Nachfolger des Lumina APV auf dem Markt eingeführt, formal erstmals präsentiert wurde er auf der New York International Auto Show (NYIAS) 1996. In den USA wurde er auch auf derselben U-Plattform von GM als Oldsmobile Silhouette und Pontiac Trans Sport – 1999 umbenannt in Pontiac Montana – verkauft. Der Venture und seine Schwestermodelle wurden von einem 3,4-l-V6-Motor mit einer maximalen Leistung von 180 hp (134 kW) angetrieben.
Ab 2000 lieferte der leicht überarbeitete Motor eine maximale Leistung von 185 hp (138 kW). Alle Venture besaßen ein vierstufiges Automatikgetriebe. Ein Warner-Brothers-Sondermodell von 2000 bis 2003 angeboten verfügte über Ledersitze, Warner-Brothers-Schilder, bei denen sich eine Bugs-Bunny-Figur gegen das Warner-Brothers-Logo lehnt, und anfangs über ein VHS-, später über ein DVD-System, damals eine Neuheit.
2001 wurde das Styling überarbeitet, und ab 2002 war auch eine Allradversion erhältlich. Die Vans waren mit kurzem und langem Radstand lieferbar, dabei war die Leermasse bei kurzem Radstand bei 1678 kg und bei langem 1741 kg. Die Sitze in der dritten Reihe ließen sich flach umlegen, bildeten aber eine Stufe im Boden, nicht wie bei den Vans von Honda und Mazda, wo die Sitze in einer dafür vorgesehenen Aussparung im Boden des Kofferraums verschwanden.
Der Venture wurde Mitte 2005 durch den Chevrolet Uplander, eine überarbeitete Variante mit einem verlängerten Vorderwagen, ersetzt. Die Verlängerung diente dazu die Knautschzone zu verlängern, was dem Wagen ein SUV-ähnliches Aussehen verlieh. Auch dieses Modell war in zwei Radstandvarianten lieferbar. Im Modelljahr 2005 wurde der Venture dann nur noch mit langem Radstand angeboten.

## Sicherheit
Die National Highway Traffic Safety Administration (NHTSA) gab dem Chevrolet Venture 1997 in ihrer Beurteilung vier von fünf möglichen Sternen im Frontaufpralltest. Die NHTSA führt keine Offset-Crash-Versuche durch.
Das Insurance Institute for Highway Safety testete das Schwestermodell Pontiac Trans Sport 1997 und verlieh ihm im Offset-Crash („Moderate overlap front“) die Bewertung „poor“ (dt. „schlecht“). Das europäische Schwestermodell Opel Sintra erhielt drei von fünf Sternen im Euro-NCAP-Crash-Test, wobei einer der Sterne gestrichen bzw. aberkannt wurde.